# Военные действия
Вое́нные де́йствия — организованное применение вооружённых сил государства (включая различные военизированные формирования и силовые структуры) для ведения войны на стратегическом уровне.

## Состав
«Каждая война состоит из одной или нескольких кампаний, каждая кампания — из одной или нескольких операций, представляющих собой известный законченный период, от стратегического развертывании армии на исходной линии операции до окончательного решения операции путём победоносного боя на поле сражения, если бою предпослано было окружение разбитой армии, а в противном случае — путём энергической эксплуатации одержанной победы преследованием на поле сражения и на театре военных действий»— профессор стратегии, Г. А. Леер
- Военная кампания — совокупность операций, объединённых общей стратегической целью.
- Операция — совокупность битв, сражений и боёв, объединённых общей стратегической (оперативно-стратегической) целью.
- Главный удар — понятие военной стратегии, обозначающее решающие военные действия (боевые действия) главной группы войск или сил флота. Главный удар наносится в направлении, которое имеет целью разгром войск (сил) противника и выход на позиции конечной цели боя.
- Битва — совокупность сражений и боёв, объединённых общей оперативно-стратегической целью.
- Сражение — совокупность боёв, объединённых общей оперативно-стратегической целью или тактическими целями.
- Бой или Боевые действия — организованное вооружённое столкновение, ограниченное на местности и во времени
- Единоборство — столкновение военнослужащих.

## Виды
- наступление — основной вид военных действий, основанный на наступающих (атакующих) действиях вооружённых сил. Применяется для разгрома противника (уничтожения живой силы, военной техники, объектов инфраструктуры) и овладения важными районами, рубежами и объектами на территории противника;
- оборона — основной вид военных действий, основанный на оборонительных (защитных) действиях вооружённых сил. Применяется с целью сорвать или остановить наступление противника, удержать важные районы, рубежи и объекты на своей территории, создать условия для перехода в наступление и с другими целями.

## Характер
На современном этапе военные действия характеризуются следующими чертами:
- решительность целей;
- большой пространственный размах;
- высокая манёвренность;
- динамичность;
- оперативность.

## Обеспечение
Это комплекс мероприятий, направленных:
- на поддержание войск (сил) в высокой боевой готовности;
- на сохранение боеспособности войск (сил);
- на создание благоприятных условий для организованного и своевременного вступления в бой и успешного выполнения поставленных задач;
- на воспрещение или предупреждение внезапного нападения противника, снижение эффективности его ударов;

Он включает:
- оперативное обеспе́чение;
- техническое обеспе́чение;
- тыловое обеспе́чение;